# Premio Giovanni Mauro
Der Premio Giovanni Mauro ist ein jährlich verliehener Preis, mit dem seit 1935/36 der beste italienische Fußballschiedsrichter der Serie-A-Saison geehrt wird.
Der Preis ist nach dem Schiedsrichter Giovanni Mauro benannt. Er gründete 1935 in Rom die Fondazione Giovanni Mauro (Giovanni-Mauro-Stiftung) und stiftete den Preis.

## Liste der Ausgezeichneten
| Jahr      | Name                                         | AIA-Sektion                                  |
| --------- | -------------------------------------------- | -------------------------------------------- |
| 1935/36   | Francesco Mattea                             | Turin                                        |
| 1936/37   | Rinaldo Barlassina                           | Mailand                                      |
| 1937/38   | Raffaele Scorzoni                            | Bologna                                      |
| 1938/39   | Giuseppe Scarpi                              | Mira-Dolo                                    |
| 1939/40   | Generoso Dattilo                             | Rom                                          |
| 1940/41   | Mario Ciamberlini                            | Genua                                        |
| 1941/42   | Giovanni Galeati                             | Bologna                                      |
| 1942/43   | Giuseppe Zelocchi                            | Modena                                       |
| 1943/44   | Giacomo Bertolio                             | Turin                                        |
| 1944–1945 | wegen des Zweiten Weltkriegs nicht verliehen | wegen des Zweiten Weltkriegs nicht verliehen |
| 1945/46   | Ermanno Silvano                              | Turin                                        |
| 1946/47   | Agostino Gamba                               | Neapel                                       |
| 1947/48   | Giorgio Bernardi                             | Bologna                                      |
| 1948/49   | Ferruccio Bellè                              | Venedig                                      |
| 1949/50   | Giuseppe Carpani                             | Mailand                                      |
| 1950/51   | Vincenzo Orlandini                           | Rom                                          |
| 1951/52   | Luigi Gemini                                 | Rom                                          |
| 1952/53   | Guido Agnolin                                | Bassano del Grappa                           |
| 1953/54   | Renzo Massai                                 | Pisa                                         |
| 1954/55   | Riccardo Pieri                               | Triest                                       |
| 1955/56   | Francesco Liverani                           | Turin                                        |
| 1956/57   | Tommaso Corallo                              | Lecce                                        |
| 1957/58   | Gennaro Marchese                             | Neapel                                       |
| 1958/59   | Cesare Jonni                                 | Macerata                                     |
| 1959/60   | Giulio Campanati                             | Mailand                                      |
| 1960/61   | Pietro Bonetto                               | Turin                                        |
| 1961/62   | Giuseppe Adami                               | Rom                                          |
| 1962/63   | Concetto Lo Bello                            | Syrakus                                      |
| 1963/64   | Raoul Righi                                  | Mailand                                      |
| 1964/65   | Bruno De Marchi                              | Pordenone                                    |
| 1965/66   | Antonio Sbardella                            | Rom                                          |
| 1966/67   | Alessandro D’Agostini                        | Rom                                          |
| 1967/68   | Francesco Francescon                         | Padua                                        |
| 1968/69   | Fabio Monti                                  | Ancona                                       |
| 1969/70   | Aurelio Angonese                             | Mestre                                       |
| 1970/71   | Fulvio Pieroni                               | Rom                                          |
| 1971/72   | Sergio Gonella                               | Turin                                        |
| 1972/73   | Paolo Toselli                                | Cormons                                      |
| 1973/74   | Alberto Michelotti                           | Parma                                        |
| 1974/75   | Riccardo Lattanzi                            | Rom                                          |
| 1975/76   | Gianfranco Menegali                          | Rom                                          |
| 1976/77   | Paolo Casarin                                | Mailand                                      |
| 1977/78   | Cesare Gussoni                               | Tradate                                      |
| 1978/79   | Enzo Barbaresco                              | Cormons                                      |
| 1979/80   | Luigi Agnolin                                | Bassano del Grappa                           |
| 1980/81   | Paolo Bergamo                                | Livorno                                      |
| 1981/82   | Pietro D’Elia                                | Salerno                                      |
| 1982/83   | Claudio Pieri                                | Genua                                        |
| 1983/84   | Massimo Ciulli                               | Rom                                          |
| 1984/85   | Maurizio Mattei                              | Macerata                                     |
| 1985/86   | Rosario Lo Bello                             | Syrakus                                      |
| 1986/87   | Carlo Longhi                                 | Rom                                          |
| 1987/88   | Tullio Lanese                                | Messina                                      |
| 1988/89   | Pierluigi Pairetto                           | Turin                                        |
| 1989/90   | Fabio Baldas                                 | Triest                                       |
| 1990/91   | Sergio Coppetelli                            | Tivoli                                       |
| 1991/92   | Carlo Sguizzato                              | Verona                                       |
| 1992/93   | Angelo Amendolia                             | Messina                                      |
| 1993/94   | Gianni Beschin                               | Legnago                                      |
| 1994/95   | Piero Ceccarini                              | Livorno                                      |
| 1995/96   | Robert Boggi                                 | Salerno                                      |
| 1996/97   | Alfredo Trentalange                          | Turin                                        |
| 1997/98   | Stefano Braschi                              | Prato                                        |
| 1998/99   | Pierluigi Collina                            | Viareggio                                    |
| 1999/2000 | Graziano Cesari                              | Genua                                        |
| 2000/01   | Domenico Messina                             | Bergamo                                      |
| 2001/02   | Fiorenzo Treossi                             | Forlì                                        |
| 2002/03   | Massimo De Santis                            | Rom                                          |
| 2003/04   | nicht vergeben                               | nicht vergeben                               |
| 2004/05   | nicht vergeben                               | nicht vergeben                               |
| 2005/06   | nicht vergeben                               | nicht vergeben                               |
| 2006/07   | Nicola Rizzoli (im August 2012 verliehen)    | Bologna                                      |
| 2007/08   | Emidio Morganti                              | Ascoli Piceno                                |
| 2008/09   | Gianluca Rocchi                              | Florenz                                      |
| 2009/10   | Paolo Tagliavento                            | Terni                                        |
| 2010/11   | Paolo Valeri                                 | Rom                                          |
| 2011/12   | Daniele Orsato                               | Schio                                        |
| 2012/13   | Paolo Mazzoleni                              | Bergamo                                      |
| 2013/14   | Luca Banti                                   | Livorno                                      |
| 2014/15   | Antonio Damato                               | Barletta                                     |
| 2015/16   | Marco Guida                                  | Torre Annunziata                             |
| 2016/17   | Davide Massa                                 | Imperia                                      |
| 2017/18   | Massimiliano Irrati                          | Pistoia                                      |
| 2018/19   | Daniele Doveri                               | Rom                                          |
| 2019/20   | Fabio Maresca                                | Neapel                                       |
| 2020/21   | Marco Di Bello                               | Brindisi                                     |
| 2021/22   | Maurizio Mariani                             | Aprilia                                      |
| 2022/23   | Daniele Chiffi                               | Padua                                        |
| 2023/24   | Simone Sozza                                 | Seregno                                      |